# 今周刊
今周刊（英語：Business Today），是於1996年創刊的台灣週刊，討論議題涵蓋國際趨勢、政治經濟情勢、產業動態、個人投資、理財規劃及社會民生文化。每週四出刊，曾獲國內外新聞大獎，包括「金鼎獎」、「SOPA亞洲卓越新聞獎」、「吳舜文新聞獎」、「全球華文永續報導獎」、「亞洲媒體獎」（Asian Media Awards）、「新世代金融傳播獎」、「行銷傳播傑出貢獻獎」等肯定。

## 簡介
《今周刊》報導內容包含國內外財經動態與在地公共議題，並以媒體公器立場監督政府、提出解方建言；提供讀者企業經營訊息，維護投資大眾權益。不僅獲得社會廣大迴響，2018至2023年間更獲得3次「金鼎獎」最佳財經時事雜誌，評審盛讚：「《今周刊》充分展現財經雜誌核心價值，及時掌握趨勢變化，精準發揮深入採訪、調查及報導的專業，堪為典範。」
現任董事長為財信傳媒董事長謝金河，發行人為梁永煌，副社長兼總主筆為楊紹華、總編輯為許秀惠。
為與國際接軌，《今周刊》與全球知名財經雜誌《美國彭博》
（Bloomberg Businessweek）、日本權威的財經雜誌《東洋經濟週刊》（Weekly Toyo Keizai）、全球發行量第一的雜誌《富比士雜誌》（Forbes）等國際媒體合作，並獲得深具國際影響力的報紙、普立茲大獎常勝軍《紐約時報》（The New York Times）在台唯一授權翻譯轉載，藉此提供《今周刊》讀者更多、更全面的國際議題，以及更前瞻的財經趨勢與產業動態。
《今周刊》會定期推出「兩岸三地市值一千大企業排行」、「財富管理銀行暨證券評鑑」、「SDGs永續城市大調查」、「財經風雲人物」等調查，並隨著各調查的結果公布舉辦記者會或頒獎典禮。
《今周刊》數位平台為國內財經媒體高聲量、高流量的內容平台，營運包括今周刊官網 （页面存档备份，存于）、幸福熟齡網站 （页面存档备份，存于）、ESG永續台灣網站 （页面存档备份，存于）。
《今周刊》官網內容包括最即時政經新聞與評論、雜誌最新內容與智庫、各類理財資訊與知識等，在國際網路分析、流量效能公司SimilarWeb公開資訊中，長期排名在國內各大媒體前百名內。今周刊數位同時經營數位社群，包括Facebook、IG、Youtube、Podcast等，今周FB已累計有115萬個追蹤者、IG累計逾38.5萬粉絲。
長期關注ESG發展以及高齡社會議題，《今周刊》於2017年和2020年，相繼推出《幸福熟齡》及《ESG永續台灣》子平台。《幸福熟齡》平台透過分享新觀點和最新健康資訊，鼓勵即將步入退休生活的讀者，用樂活態度活出多元的美好生活；《ESG永續台灣》平台則提供讀者國內外產業動態的第一手消息，呼籲台灣企業對於ESG的重視，期盼攜手改善社會與環境，促進台灣永續發展。
2021年推出「今周大耳朵」Podcast節目，針對不同讀者及商務人士推出數位內容，以符合各年齡層對於理財教育、生涯規劃、健康樂活等特定主題的需求。

## 品牌活動
2007年起，《今周刊》推出「財富管理銀行暨證券評鑑」，為國內結合銀行、券商、理專、營業員以及第三方調查，全方位進行的財富管理專業評鑑，每年評選出表現亮眼的財富管理業者。
2016年起，舉辦台灣最具代表性的跨世代對談活動「總統與高中生面對面論壇」，每年開放全國高中職學生報名參加，提供青年公民與國家領導人直接交流的舞台，討論議題包含外交處境、性別平權、108課綱、技職出路、居住正義、國防安全等，鼓勵青年學子展現行動力與社會影響力。
2017年起，舉辦「幸福熟齡臺日交流論壇」，邀請日本產官學界代表跨海交流，讓更多關心此議題民眾，共同前瞻台灣熟齡社會的美好藍圖。
2018年起，舉辦國內最盛大的年度產經論壇「台灣大未來 國際高峰會」，期望與各界政經領袖與企業指標人物，在瞬息萬變的國際局勢中，共同前瞻產經與科技趨勢。同年，因應國際永續浪潮，舉辦「新能源國際論壇」，深度探討台灣的綠色經濟發展之路，同時引領台灣邁向更妥善的能源選擇。
2020年啟動「還海行動1095」三年計畫，號召全台企業、NGO組織至台灣各海岸進行淨灘，導入循環經濟概念，將所收集海洋廢棄物再製成環保商品開收認購，並喚起大家對海洋環境保育、減塑減廢的重視，還給台灣一片乾淨的海；同年，為響應聯合國公布的「永續發展目標」（SDGs），啟動全台二十一縣市的「SDGs永續城市大調查」，與第三方調查機構「畢肯市場研究」合作，針對各縣市統計指標、民意調查兩部分進行評分。同年，於台北世貿中心舉辦首屆台北國際金融博覽會，期盼透過多元性的互動參與，提供民眾正向投資理財觀念與金融知識。
2021年起，舉辦「ESG永續台灣國際高峰會」，除了提供國內投資人最新永續經濟觀點，更延續聯合國氣候峰會（COP26）的結論，與國內外代表性產官學者共同探討氣候變遷、淨零挑戰，以及台灣企業的國際競爭力。
2022年舉辦首屆「自綠生活節」，響應聯合國ACT NOW「10大個人氣候變遷行動」，邀請民眾從食、衣、住、行、育、樂的日常中體驗減塑低碳，邁向永續生活，實踐淨零永續；同年年底舉辦「經濟展望論壇」，發揮財經媒體精準掌握全球經濟脈動的優勢，聯手獨家智庫帶領讀者窺見投資致勝關鍵。

## 特殊封面
自2016年出刊的第1000期〈最強公民國—瑞士〉起，《今周刊》封面刊頭上代表品牌定位的文字從「深入財經、預約財富」改為「在今天看見明天」，強調《今周刊》除了深入財經與預約財富領域，亦著力於年金改革、年輕人低薪、苦勞問題，並且深入探討食安、醫療等社會議題，期盼能夠與所有讀者一起努力，自身做起扮演最佳公民角色，打造明天美麗的願景。
2014年，《今周刊》製作第936期封面故事〈許台灣美好未來的30張關鍵選票〉，從經濟、社會、人權、政治各層面，提出台灣社會亟需的30個進步觀念；2022年再度推出第1312期封面故事〈讓台灣更美好的進步主張〉，從制度面著手，持續推進台灣社會進步。報導涵蓋勞工權益、全民健康安全、產業發展與防弊、國家留才制度、強化政經體質五大面向，盤點20個對台灣有重要影響卻不合時宜的法令。

## 獎項
| 年份   | 獲提名                                           | 獎項                                                                             | 結果 |
| ------ | ------------------------------------------------ | -------------------------------------------------------------------------------- | ---- |
| 2006年 | 〈打造黃金聚落〉                                 | 「SOPA亞洲卓越新聞獎」之最佳特別報導獎                                           | 獲獎 |
| 2006年 | 〈錢進越南〉                                     | 「SOPA亞洲卓越新聞獎」之最佳商業報導獎                                           | 獲獎 |
| 2007年 | 〈老丹的英文課〉                                 | 「SOPA亞洲卓越新聞獎」之最佳專題報導獎                                           | 獲獎 |
| 2007年 | 〈明基李焜耀 認錯〉                              | 「SOPA亞洲卓越新聞獎」之最佳突發新聞報導獎                                       | 獲獎 |
| 2011年 | 〈以色列荒漠奇蹟〉                               | 「卓越新聞獎」之國際新聞獎                                                       | 獲獎 |
| 2012年 | 〈消失的醫生〉                                   | 「曾虛白先生新聞獎」之專題新聞獎                                                 | 獲獎 |
| 2012年 | 〈消失的醫生〉                                   | 「卓越新聞獎」之專題新聞獎                                                       | 獲獎 |
| 2012年 | 〈消失的醫生〉                                   | 「SOPA亞洲卓越新聞獎」之最佳專題寫作獎                                           | 獲獎 |
| 2014年 | 〈真相台灣〉                                     | 「金鼎獎」之雜誌類個人攝影獎                                                     | 獲獎 |
| 2014年 | 〈要命的恐怖食材〉                               | 「SOPA亞洲卓越新聞獎」之獨家新聞獎                                               | 獲獎 |
| 2015年 | 〈戰勝三個敵人做自己的主人—鏗鏘玫瑰〉            | 「SOPA亞洲卓越新聞獎」之女性議題新聞獎                                           | 獲獎 |
| 2015年 | 〈人的莊園〉                                     | 「SOPA亞洲卓越新聞獎」之卓越特寫攝影獎                                           | 獲獎 |
| 2016年 | 〈蔡英文行不行〉                                 | 「SOPA亞洲卓越新聞獎」之女性議題新聞獎                                           | 獲獎 |
| 2017年 | 〈台灣百億茶金 解密〉                            | 「SOPA亞洲卓越新聞獎」之卓越經濟報導獎                                           | 獲獎 |
| 2017年 | 〈失能的台灣科舉〉                               | 「吳舜文新聞獎」之平面類-新聞專題報導獎                                          | 獲獎 |
| 2018年 | 〈體育界的轉型正義 還要等多久？〉                | 第44屆曾虛白先生新聞獎之「公共服務報導獎」                                       | 獲獎 |
| 2018年 | 〈體育界的轉型正義 還要等多久？〉                | 「SOPA亞洲卓越新聞獎」之卓越突發新聞獎                                           | 獲獎 |
| 2018年 | 《今周刊》                                       | 第42屆「金鼎獎」的財經時雜誌                                                     | 獲獎 |
| 2019年 | 《今周刊》                                       | 第43屆「金鼎獎」的財經時事雜誌                                                   | 獲獎 |
| 2021年 | 〈玩法之徒〉                                     | 「卓越新聞獎」之平面及網路（文字）類-解釋報導獎                                  | 獲獎 |
| 2021年 | 〈中國鎖藥危機〉                                 | 「曾虛白先生新聞獎」之公共服務報導獎                                             | 獲獎 |
| 2021年 | 《還海行動1095》                                 | 「第十七屆行銷傳播傑出貢獻獎」之年度傑出政策行銷銀獎                             | 獲獎 |
| 2021年 | 《今周刊》                                       | 「金鼎獎」的財經時事類獎-優良出版品推薦                                          | 獲獎 |
| 2022年 | 還海行動1095                                     | 「亞洲媒體獎」之最佳社會服務獎                                                   | 獲獎 |
| 2022年 | 〈中資狼爪伸進台灣護國群山〉                     | 「SOPA亞洲卓越新聞獎」之卓越調查報導獎                                           | 獲獎 |
| 2022年 | 《今周刊》                                       | 「金鼎獎」的雜誌類-財經時事類獎                                                  | 獲獎 |
| 2022年 | 公司治理系列                                     | 「金鼎獎」的雜誌類-專題時事類獎                                                  | 獲獎 |
| 2022年 | 〈中國鎖藥危機〉                                 | 「金鼎獎」的優良出版品推薦                                                       | 獲獎 |
| 2022年 | 真假ESG面面觀系列報導                            | 「卓越新聞獎」之財經新聞獎                                                       | 獲獎 |
| 2023年 | 〈淨灘都清不完的海廢危機! 台灣的海岸怎麼了? 〉   | 「SOPA亞洲卓越新聞獎」之卓越視頻報導獎                                           | 獲獎 |
| 2024年 | 〈海洋末日倒數中! 四面環海的台灣再也無魚可吃? 〉 | 「SOPA亞洲卓越新聞獎」之卓越視頻報導獎                                           | 獲獎 |
| 2024年 | 〈搶救！全民缺電焦慮〉                           | 「道富集團 亞太區金融機構新聞獎」之年度新聞工作者獎 – 持續投資及盡職治理（中文） | 獲獎 |
| 2025年 | 〈綠電棄嬰 〉                                    | 「SOPA亞洲卓越新聞獎」之環境報導獎                                               | 獲獎 |

## 出版書籍
| 書名 | 作者                                                                  | 出版日期      | 獲獎                                                             |
| --- | --------------------------------------------------------------------- | ------------- | ---------------------------------------------------------------- |
| 《遠距工作革命：哈佛商學院教授教你，在哪辦公都高效的創新方法》                                                 | 采黛爾．尼利（Tsedal Neeley）                                         | 2022年3月31日 | 中華民國111年度金書獎【經營管理類】                              |
| 《一個操盤手的虧損自白：長銷30年的獲利經典》                                                                   | 吉姆．保羅（Jim Paul）、布南登．莫尼漢（Brendan Moynihan）            | 2022年4月28日 | 美國商業圖書大獎「公理商業圖書獎」金獎【商業故事類】             |
| 《投資的奧義：財經界兩位頂尖思想家，寫給普通投資人的實用理財指南【10周年紀念版】》                             | 柏頓．墨基爾（Burton G. Malkiel）、查爾斯．艾利斯（Charles D. Ellis） | 2022年6月30日 | 中華民國112年度金書獎【財務金融類】                              |
| 《紅色賭盤：令中共高層害怕，直擊現代中國金權交易背後的腐敗內幕》                                               | 沈棟                                                                  | 2023年1月17日 | 《經濟學人》&《金融時報》2021年度最佳圖書                        |
| 《經濟學家眼中的世界(40周年好評增修版)：一本讀懂經濟學的優劣與局限，剖析政府、市場和公共政策，探索人類的幸福》 | 史蒂芬．羅德斯（Steven E. Rhoads）                                    | 2023年5月25日 | 英國《金融時報》經濟類年度好書、美國《華爾街日報》政治類年度好書 |
| 《金融的智慧【長銷典藏版】：結合文學、歷史與哲學的哈佛畢業演講，教你掌握風險與報酬》                           | 米希爾．德賽（Mihir A. Desai）                                        | 2023年6月8日  | Amazon.com商業與領導類年度選書、《財富管理》雜誌最佳商業圖書     |
| 《金融投機史：綜觀三百年九大投機狂潮，從泡沫中洞悉人性的貪婪與恐懼【25周年長銷典藏版】》                       | 愛德華．錢思樂（Edward Chancellor）                                   | 2024年1月4日  | 《紐約時報》年度選書                                             |

## 外部連結
- 今周刊官方網站（页面存档备份，存于）
- YouTube上的今周刊頻道
- 今周學堂的Facebook專頁